# عدد شرودر
في الرياضيات، عدد شرودر هو عدد الطرق للذهاب، في شبكة مكونة من n × n مربعا (أو نقطة)، من نقطة (0 , 0) إلى نقطة (n , n), حيث لا يمكن الذهاب إلا شمالا أو شمالا شرقيا أو شرقا وحيث لا يمكن الصعود فوق الخط الواصل بين الجنوب الغربي والشمال الشرقي. سمي هذا العدد هكذا نسبة لارنشت شرودر.